# Studierendenwerk Oldenburg
Das Studierendenwerk Oldenburg (bis 2024 Studentenwerk Oldenburg) ist eines von fünf Studierendenwerken in Niedersachsen. Es betreut die Studierenden der Hochschulstandorte Oldenburg, Wilhelmshaven, Emden und Elsfleth in wirtschaftlichen, gesundheitlichen, sozialen und kulturellen Angelegenheiten. Das Studierendenwerk ist eine Anstalt des öffentlichen Rechts und Mitglied im Deutschen Studierendenwerk.

## Betreute Hochschulen
| Betreute Hochschule                      | Standort                           | Studierende 2023/24 |
| ---------------------------------------- | ---------------------------------- | ------------------- |
| Carl von Ossietzky Universität Oldenburg | Oldenburg                          | 15.037              |
| Jade Hochschule                          | Wilhelmshaven, Oldenburg, Elsfleth | 6.127               |
| Hochschule Emden/Leer                    | Emden, Leer                        | 3.898               |
|                                          | Gesamt                             | 25.052              |

## Aufgaben
Zu den Aufgaben des Studierendenwerks gehören die Bewirtschaftung von Mensen und Cafeterien sowie die Unterhaltung von Wohnheimen und Kinderbetreuungseinrichtungen. Darüber hinaus unterhält die Einrichtung mehrere Beratungsstellen, eine Abteilung für Ausbildungsförderung und einen Kulturbereich.

### Hochschulgastronomie

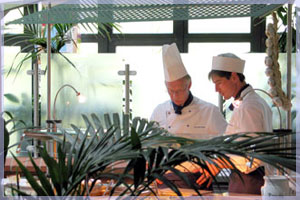
Culinarium der Mensa Uhlhornsweg

Das Studierendenwerk bewirtschaftet insgesamt sechs Mensen. Davon befindet sich jeweils eine an den Fachhochschul-Standorten Wilhelmshaven, Emden und Elsfleth. Drei weitere finden sich in Oldenburg, und zwar auf dem Uni-Campus am Uhlhornsweg und in Wechloy sowie am FH-Standort Ofener Straße. An den Standorten Wechloy und Ofener Straße ist der Cafeteriabetrieb direkt an die Mensa gegliedert. Auf dem Campus Uhlhornsweg ist eine separate Cafeteria eingerichtet, an diesem Standort betreibt das Studierendenwerk darüber hinaus eine Cafébar in der Bibliothek und eine im Gebäude A1. Im Erdgeschoss des Mensa-Gebäudes in Emden ist zudem eine Cafélounge eingerichtet.
Bereits seit den frühen 1980er Jahren werden in den Mensen und Cafeterien Produkte aus ökologischer Erzeugung angeboten. Seit 2004 tragen alle Mensen und Cafeterien des Studierendenwerks Oldenburg das staatliche Biosiegel der Bundesregierung. Diese Auszeichnung kennzeichnet Lebensmittel, die aus kontrolliert biologischem Anbau stammen. Darüber hinaus beziehen die Gastronomiebetriebe das Lamm-, Rind- und Schweinefleisch seit 1998 ausschließlich aus artgerechter Haltung. Die Bedingungen der Tierhaltung werden ständig vom NEULAND-Verband überwacht, der unter anderem vom Bund für Umwelt und Naturschutz Deutschland e. V. (BUND) und vom Deutschen Tierschutzbund getragen wird.

### Studentischer Wohnraum
Das Studierendenwerk Oldenburg stellt insgesamt 2.233 Wohnheimplätze in 16 Wohnanlagen zur Verfügung. Zehn Einrichtungen befinden sich in Oldenburg, vier in Emden und jeweils eine weitere in Wilhelmshaven und Elsfleth.
| Stadt                      | Wohnanlage |
| -------------------------- | --- |
| Oldenburg (1.602 Plätze)   | - Alte Färberei, Alte Färberei 3 a/b - Artillerieweg 27 (Campus Appartements) - Artillerieweg 55a - Huntemannstraße 2 - Schützenweg 42 - Pferdemarkt 15b/16 - Johann-Justus-Weg 136 - Otto-Suhr-Straße 22 - Wohnhaus Alteneschstraße - Uhlhornsweg 99 (Ökologie Centrum) |
| Emden (359 Plätze)         | - Dukegat 11 - Douwesstraße 14 - Haus Gödens, Friedrich-Ebert-Straße 1–3 - Steinweg 20 |
| Wilhelmshaven (240 Plätze) | - Wohnanlage Wiesenhof |
| Elsfleth (32 Plätze)       | - Wohnanlage Peterstraße |

### Beratung
Das kostenlose Beratungsangebot des Studierendenwerks beinhaltet drei Psychosoziale Beratungsstellen, jeweils in Oldenburg, Emden und Wilhelmshaven. Des Weiteren sind in Oldenburg eine Sozialberatung, eine Behindertenberatung und eine Studienfinanzierungsberatung angesiedelt, die allen Studierenden der betreuten Hochschulen offenstehen.

### BAföG
Die Abteilung für Ausbildungsförderung des Studierendenwerks verwaltet die Beihilfen für Studierende der betreuten Hochschulen gemäß dem Bundesausbildungsförderungsgesetz (BAföG).

### Kulturprogramm
Das Studierendenwerk unterhält ein Kultur-Büro und organisiert auf der 1985 gegründeten Studierendenwerksbühne UNIKUM zahlreiche Kabarett- und Kleinkunst-Veranstaltungen.
Darüber hinaus arbeitet es in enger Kooperation mit dem Oldenburger Uni Theater (OUT) zusammen, einem Zusammenschluss mehrerer studentischer Theatergruppen.

### Kinderbetreuung
Das Studierendenwerk unterhält vier eigene Kinderbetreuungseinrichtungen. Dazu gehören in Oldenburg die Kindertagesstätten Huntemannstraße und Uni-Campus sowie die Kindertagesstätten Constantia in Emden und Jade-Campus in Wilhelmshaven. Zudem existiert seit 2009 während des Semesters eine flexible Nachmittagsbetreuung für Kinder von Studierenden und Bediensteten der Universität Oldenburg.
| Einrichtung          | Standort      | Plätze |
| -------------------- | ------------- | ------ |
| Kita Constantia      | Emden         | 108    |
| Kita Huntemannstraße | Oldenburg     | 44     |
| Kita Uni-Campus      | Oldenburg     | 70     |
| Kita Jade-Campus     | Wilhelmshaven | 45     |

## Gremien
Die Arbeit der Geschäftsführung des Studierendenwerkes wird unterstützt von Selbstverwaltungsorganen, dem Vorstand des Studierendenwerkes und dem Verwaltungsrat, in denen alle Hochschulen durch Studierende und Lehrende präsent sind. Dem Verwaltungsrat gehören auch Vertreter der Hochschulleitungen der Fachhochschulen (Jade Hochschule und Hochschule Emden/Leer) und der Carl von Ossietzky Universität Oldenburg an.
| Verwaltungsrat                                                     | Verwaltungsrat                             |
| Name                                                               | Zugehörigkeit                              |
| Mitglieder der Studierendenschaft                                  | Mitglieder der Studierendenschaft          |
| ------------------------------------------------------------------ | ------------------------------------------ |
| Laila Utermark                                                     | Carl von Ossietzky Universität Oldenburg   |
| Pierre Monteyne                                                    | Carl von Ossietzky Universität Oldenburg   |
| Julius Cordes                                                      | Hochschule Emden/Leer                      |
| Friedrich Schute                                                   | Jade Hochschule                            |
| Vertreter der Hochschulpräsidien                                   |                                            |
| Michael Bruder                                                     | Carl von Ossietzky Universität Oldenburg   |
| Gerhard Kreutz                                                     | Hochschule Emden/Leer                      |
| Manfred Weisensee                                                  | Jade Hochschule                            |
| Mitglieder aus Wirtschaft und Verwaltung                           |                                            |
| Dorothee Jürgensen                                                 | Deutscher Gewerkschaftsbund                |
| Ulf Prange                                                         | Sozialdemokratische Partei Deutschlands    |
| Mitarbeiter des Studierendenwerk Oldenburg (mit beratender Stimme) |                                            |
| Gerd Guhl                                                          |                                            |
| Arno Stuntebeck                                                    |                                            |
| Vorstand                                                           |                                            |
| Vorsitzende                                                        |                                            |
| Inge von Danckelman                                                |                                            |
| Studierende                                                        |                                            |
| Holger Robbe                                                       | Carl von Ossietzky Universität Oldenburg   |
| Tim Bloem                                                          | Jade Hochschule                            |
| Katharina Corleis                                                  | Carl von Ossietzky Universität Oldenburg   |
| Professorinnen und Professoren                                     |                                            |
| Bernd Siebenhüner                                                  | Carl von Ossietzky Universität Oldenburg   |
| Andrea Czepek                                                      | Jade Hochschule                            |
| Ute Gündling                                                       | Hochschule Emden/Leer                      |
| Mit beratender Stimme                                              |                                            |
| Ted Thurner                                                        | Geschäftsführer Studierendenwerk Oldenburg |